# Chamgyeoneun no salaneun oh-yeah
Pour plus de détails, voir Fiche technique et Distribution.
Chamgyeoneun no salaneun oh-yeah (참견은 노 사랑은 오예) est un film sud-coréen réalisé par Kim Yoo-jin, sorti en 1993.

## Synopsis
Ki-ho, 13 ans, propose a ses amis de fonder un club de baseball. C'est le printemps et il va connaître ses premiers émois amoureux avec Sang-hee.

## Fiche technique
- Titre : Chamgyeoneun no salaneun oh-yeah
- Titre original : 참견은 노 사랑은 오예
- Titre anglais : Love Is Oh Yeah!
- Réalisation : Kim Yoo-jin
- Scénario : Kang Hui-yeong
- Musique : Kim Su-chol
- Photographie : Jeon Il-seong
- Montage : Kim Hyeon
- Production : Lee Tae-won
- Société de production : Taehung Pictures
- Pays :  Corée du Sud
- Genre : Romance et teen movie
- Durée : 98 minutes
- Dates de sortie : 
  -  Corée du Sud : 17 juillet 1993

## Distribution
- Shin Hyeon-jun : M. Kim
- Kim Hye-sun : le professeur Choi
- Seo Jae-kyeong : Ki-ho
- Kim Eun-mi : Sang-hee
- Seo Gap-sook : la mère de Ki-ho
- Choi Dong-jun : le père de Ki-ho

## Distinctions
Le film a reçu le Blue Dragon Film Award du meilleur réalisateur et le Blue Dragon Film Award de la meilleure actrice dans un second rôle pour Kim Hye-sun. Il a également été nommé pour le Grand Bell Award du meilleur scénario.